# Деніс Тетчер
Сер Деніс Тетчер, 1-й баронет Тетчер (англ. Denis Thatcher, 1st Baronet; 10 травня 1915 — 26 червня 2003) — військовий та громадський діяч, чоловік 71-го прем'єр-міністра Великої Британії Маргарет Тетчер.

## Життєпис
Деніс Тетчер народився 10 травня 1915 року в Лондоні. Закінчив приватну школу «Мілл Хілл» в Барнеті у 1933 році. 13 грудня 1951 був укладений шлюб між ним і Маргарет Тетчер, уродженою Маргарет Робертс. 15 серпня 1953 року у пари народилася двійня, дівчинка і хлопчик — Керол і Марк Тетчер. Деніс помер 26 червня 2003 року в Лондоні, його тіло було піддано кремації в крематорії Мортлейк.

## Чоловік прем'єр-міністра Великої Британії
4 травня 1979 року Маргарет Тетчер стала першою жінкою — прем'єр-міністром Великої Британії і пробула на цій посаді до 28 листопада 1990 року. Як чоловіка прем'єр-міністра Денісу Тетчеру передувала Одрі Каллаган, дружина Джеймса Каллагана (прем'єр-міністр у 1976—1979 роках). У тій же якості Деніса змінила Норма Мейджор, дружина Джона Мейджора (прем'єр-міністр у 1990—1997 роках).
12 жовтня 1984 року в Брайтоні під час вибуху бомби в готелі постраждало п'ять чоловік, Деніс і Маргарет Тетчер не постраждали.

## Баронетство
У грудні 1990 року Денісу Тетчеру був наданий успадкований лицарський титул баронета. У сучасній британській системі нагород баронетство — почесть, яка успадковується з титулом сер. Після смерті Дениса у 2003 році титул перейшов до його сина Марку Тетчеру.

## У культурі

### Фільми
У фільмі «Залізна леді» (2011) роль Деніса виконали Джим Бродбент і Гаррі Ллойд. Джим Бродбент за цю роль був номінований на премію BAFTA за найкращу чоловічу роль другого плану. У фільмі персонаж Деніс згадує роман «Eye of the Needle» і поему Редьярда Кіплінга «The Female of the Species».
Пітер Девісон зіграв Деніса в телефільмі «The Queen» (2009). Сатирик Джон Веллі грав Деніса в шпигунській драмі «Тільки для твоїх очей» (1981), Іен Макдайармід в телефільмі «Маргарет» (2009), Рорі Кіннір в телефільмі «The Long Walk to Finchley» (2008), Джеффрі Бівер в комедійній драмі «Jeffrey Archer: The Truth» (2002).

### Преса
У 1980-х роках сатиричний журнал «Прайвет Ай» публікує цикл вигаданих листів від Деніса Тетчера до його друга, можливо, Біллу Дідсу.